# Vello nasal

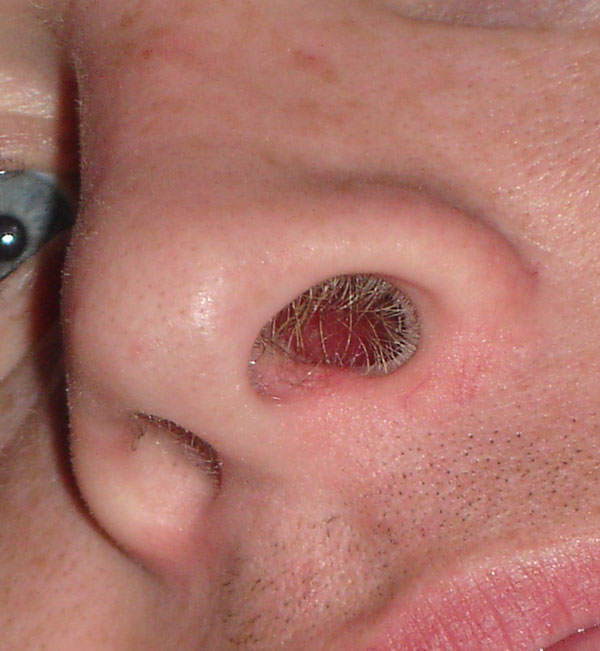
Vello nasal.

El vello nasal es el vello perteneciente a la nariz, ubicado dentro de las fosas nasales.  
Su función es actuar como la principal barrera del sistema inmune al impedir la entrada de polvo, suciedad y actores patógenos como hongos y gérmenes a los conductos nasales.
El vello nasal también humedece el aire inhalado. 
En 2010, los resultados de un estudio indicaron que el aumento de la densidad del vello nasal disminuye el desarrollo de asma en aquellos que tienen rinitis temporal.